# Manma
Manma (Nepalees: मंमा) is een dorpscommissie (Engels: village development committee, afgekort VDC; Nepalees: panchayat) in het westen van Nepal, en tevens de hoofdplaats van het district Kalikot. De plaats telde bij de volkstelling in 2001 6092 inwoners, in 2011 9094 inwoners.